# Поля (река)
По́ля — река в Московской области России, правый приток реки Клязьмы (бассейна Волги).
Река Поля образуется к востоку от деревни Коробята муниципального округа Егорьевск на Егорьевско-Касимовской моренной гряде, дренирует северную часть Московской Мещёры и впадает в Клязьму в 378 километрах от её устья, на уровне 102,5 метров, в 4 километрах выше по течению от деревни Жохово, на границе городского округа Шатура Московской области и Собинского района Владимирской области.

## Гидрография
Длина реки — 92 километра, площадь водосборного бассейна — 1560 км². Река равнинная, лесистая, питание преимущественно снеговое. Берега луговые, заболочены, особенно в среднем течении, в нижнем течении — берега песчаные, возвышенные над рекой до 5 метров. Глубина реки небольшая — в среднем около метра, и даже в нижнем течении летом имеются броды с глубиной 0,5 метра, максимальная — при весеннем половодье — 4 метра. Дно преимущественно торфяное и песчаное. Уровень воды изменчив, колебания от межени до половодья достигают 2 метров (Кривандино). Средняя скорость течения 0,2—0,3 м/с. Вода реки с высоким содержанием взвешенного торфа и болотного железа.
В своём течении принимает притоки: слева речки Вичушку, Першур, Тименку (Тимскую), Салмовку (Валовую канаву), Вишкурт (Вишкуру), Мокренькую (Мокрушку, Мокришку), Лутинку (Луговую), Ивановку; справа Полиху (Пологму, Полгаму), Чащур (Чищур), Кривандинку, Сеченку (Свинку), Мишеронку, реку Воймега, Красную и целый ряд ручьёв и канав (как правило, осушительных, прорытых в XX веке) большинство из которых безымянные.
Притоки
(указано расстояние от устья)
- 18 км: река Воймега
- 48 км: река Сеченка (Свинка)
- 52 км: река Вишкурт
- 65 км: река Чащур
- 70 км: река Полиха

## Населённые пункты и хозяйство на реке
На реке расположено несколько населённых пунктов: сёла Кривандино и Власово, деревни Шатур, Старовасилево, Малое Гридино, Горки, Воронинская, Дмитровка и Гармониха.
В верхнем течении множество бродов и деревянных мостиков, железобетонный автомобильный мост на дороге Егорьевск — Запутная. Над рекой построены железнодорожные мосты: ферменный металлический на линии Москва — Казань, и на линии Кривандино — Мишеронский (под Кривандино); железобетонные автомобильные мосты на дороге Куровская — Дмитровский Погост (в Кривандино) и Власово — Рошаль (во Власово). Кроме того, в XX веке на реке построено несколько узкоколейных железнодорожных мостов.
В конце XIX века на реке, в селе Кривандино, недалеко от деревни Бордуки и рядом с урочищем Илкодино, действовали водяные мельницы.

## Достопримечательности
Село Шатур, брошенная колокольня и ограда, оставшаяся от храма XVIII века на левом берегу реки, святой источник к югу от деревни.
Сосна-исполин на левом берегу реки, в 6-ти километрах к югу от Шатуры.
Недалеко от устья реки Воймеги находится озеро предположительно метеоритного происхождения — Смердячье.

## Экология

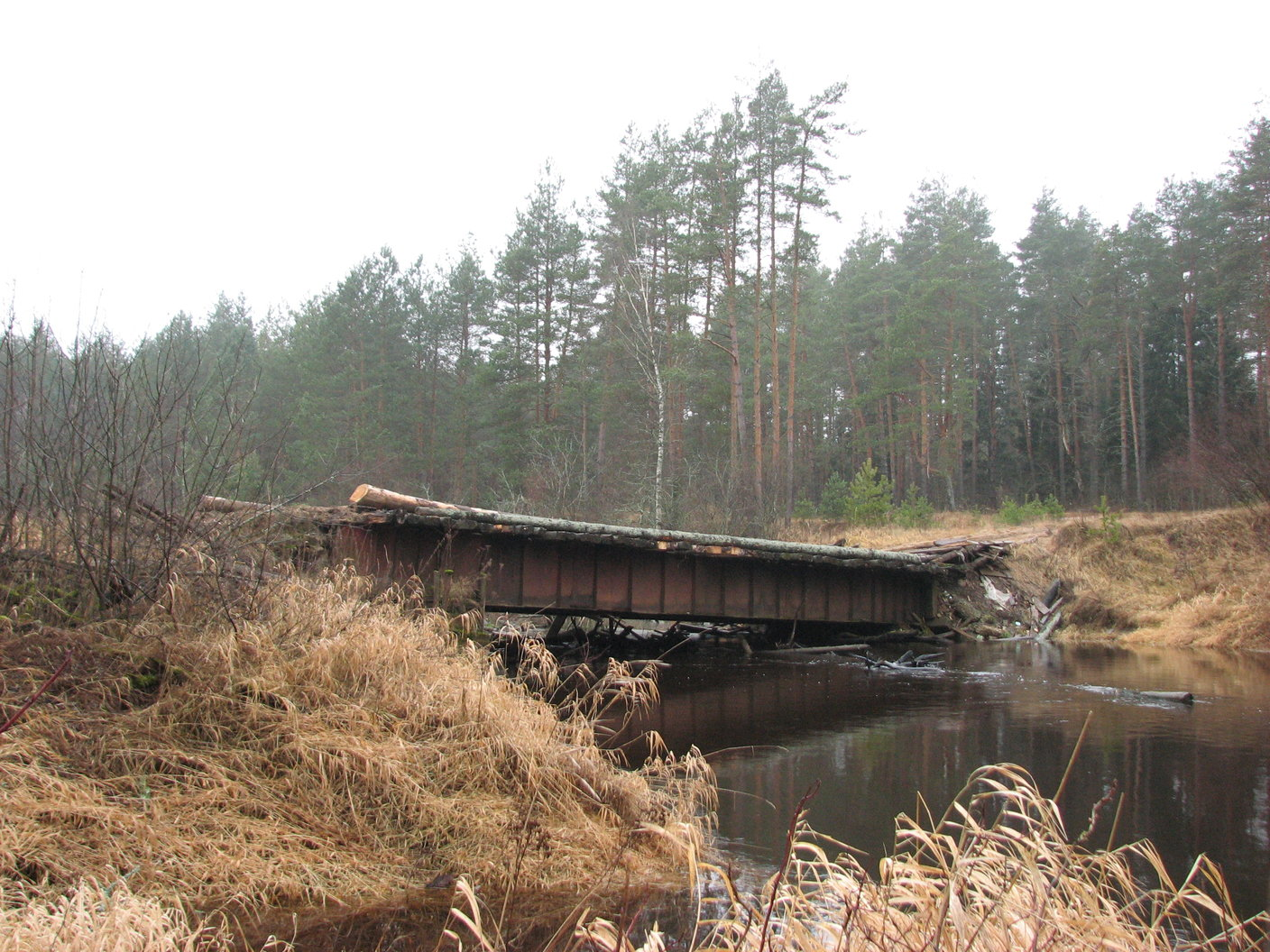
Мост через реку Поля

В водосборном бассейне реки находятся такие крупные населённые пункты как: Шатура, Рошаль, Шатурторф, Мишеронский, Бакшеево, с суммарным населением около 60 тысяч человек, и довольно развитой промышленностью. В среднем течении к берегам подступают и пашенные земли.
Крупнейшие загрязнители — стоки очистных сооружений Шатуры и Рошаля, прямые стоки остальных посёлков, а также промышленных и сельхозпредприятий района.
В водосборном бассейне расположены несколько свалок:
- закрытая к югу от Мишеронского до около 1 млн т,
- закрытая к северу от Бакшеево около 1 млн т,
- действующая в южной части Шатуры проектной ёмкостью до 1 млн тонн.

В устье реки — московский областной пункт гидрохимического контроля воды.
В июне 2020 года была загрязнена, предположительно, в результате сброса сточных вод.

## Природоохранные территории
По берегам реки выделены несколько комплексных заказников:
- «Верховья реки Поли» в Егорьевском районе,
- «Большегридинский комплексный заказник» с массивами нетронутого древнего леса,
- «Долина реки Поли с прилегающими лесами» с массивами древнего леса в Шатурском районе,
- «Правобережье реки Поли у села Кривандино»,
- «Леса Туголесского лесничества»,
- «Леса правобережья Поли в Рошальском лесничестве»,
- «Леса Мишеронского лесничества».

Сосна-исполин выделена как ботанический памятник природы.

## Фауна, растительность
Река довольно богата рыбой, встречаются: плотва, окунь, щука, лещ, язь, ёрш, подуст, жерех.
Леса по берегам реки преимущественно смешанные сосново-берёзовые, с примесью ивы, ольхи, с примесью кустарников, встречаются и заболоченные осоковые, камышовые и рогозовые луга, во второй половине лета — активный рост поверхностных водорослей.
Река доступна для сплава во время весеннего половодья.